# Leo Tscherning
Johan Anthon Leo Tscherning (født 30. januar 1880, død 24. juni 1914 i Ebeltoft) var en dansk skuespiller, sceneinstruktør, filmproducer og filmselskabsdirektør.

## Biografi
Efter studentereksamen blev han optaget på elevskolen ved Det Kongelige Teater. Senere var han på Folketeatret i otte år og i fem år ved Det ny Teater, hvor han var sceneinstruktør. I Berlin var han ansat hos to filmselskaber, men han ragede uklar med dem begge. Senere blev han ansat hos Dansk Filmsfabrik i Århus, men det lykkedes ham ikke at rekonstruere selskabet. De sidste to måneder af sit liv boede han på Hotel Vigen i Ebeltoft. Han forsøgte at begå selvmord og det førte til hans død. Han var gift to gange, senest med Harriet Josefa Nyrup (født 9. november 1882). Leo Tscherning er begravet på Garnisons Kirkegård i København
Tscherning var med på KBs hold som vandt datidens vigtigste turnering Fodboldturneringen 1897-98.

## Filmografi
- 1911 Sønnen fra Rullekælderen (kortfilm) (filmskuespiller)
- 1912 Kommandørens Døtre (filminstruktør)
- 1912 Et moderne Ægteskab (kortfilm) (filminstruktør)
- 1912 Manegens Stjerne (instruktør)
- 1913 Kærlighed og Penge (kortfilm) (filminstruktør)
- 1913 Hustruens Ret (kortfilm) (filminstruktør)
- 1913 Gøglerens Datter (kortfilm) (filminstruktør)
- 1913 Karnevallets Hemmelighed (kortfilm) (filminstruktør)